# اودرکرک
اودرکرک (به هلندی: Ouderkerk aan de Amstel) یک منطقهٔ مسکونی در هلند است که در آودر-آمستل واقع شده‌است. اودرکرک ۲۶٫۱۸ کیلومتر مربع مساحت و ۸٬۲۲۸ نفر جمعیت دارد.